# CATIC
China National Aero-Technology Import & Export Corporation (сокращённо CATIC, «Китайская национальная аэро-технологическая импортно-экспортная корпорация») — китайская государственная внешнеторговая компания, специализирующаяся на поставках военной авиатехники, авионики и другого высокотехнологического оборудования, а также на исследованиях рынка и разработке проектов. Выступает эксклюзивным представителем AVIC на международном рынке. 

## История
CATIC была основана в 1979 году решением Госсовета Китая в качестве официального поставщика оборонной продукции и технологий в составе Третьего министерства машиностроения КНР; в 1989 году перешла в подчинение Министерства аэрокосмической промышленности КНР, а в 1993 году — в подчинение AVIC. В 2009 году CATIC Group была разделена на две независимые компании — AVIC International Holding и China National Aero-Technology Import & Export Corporation.

## Деятельность

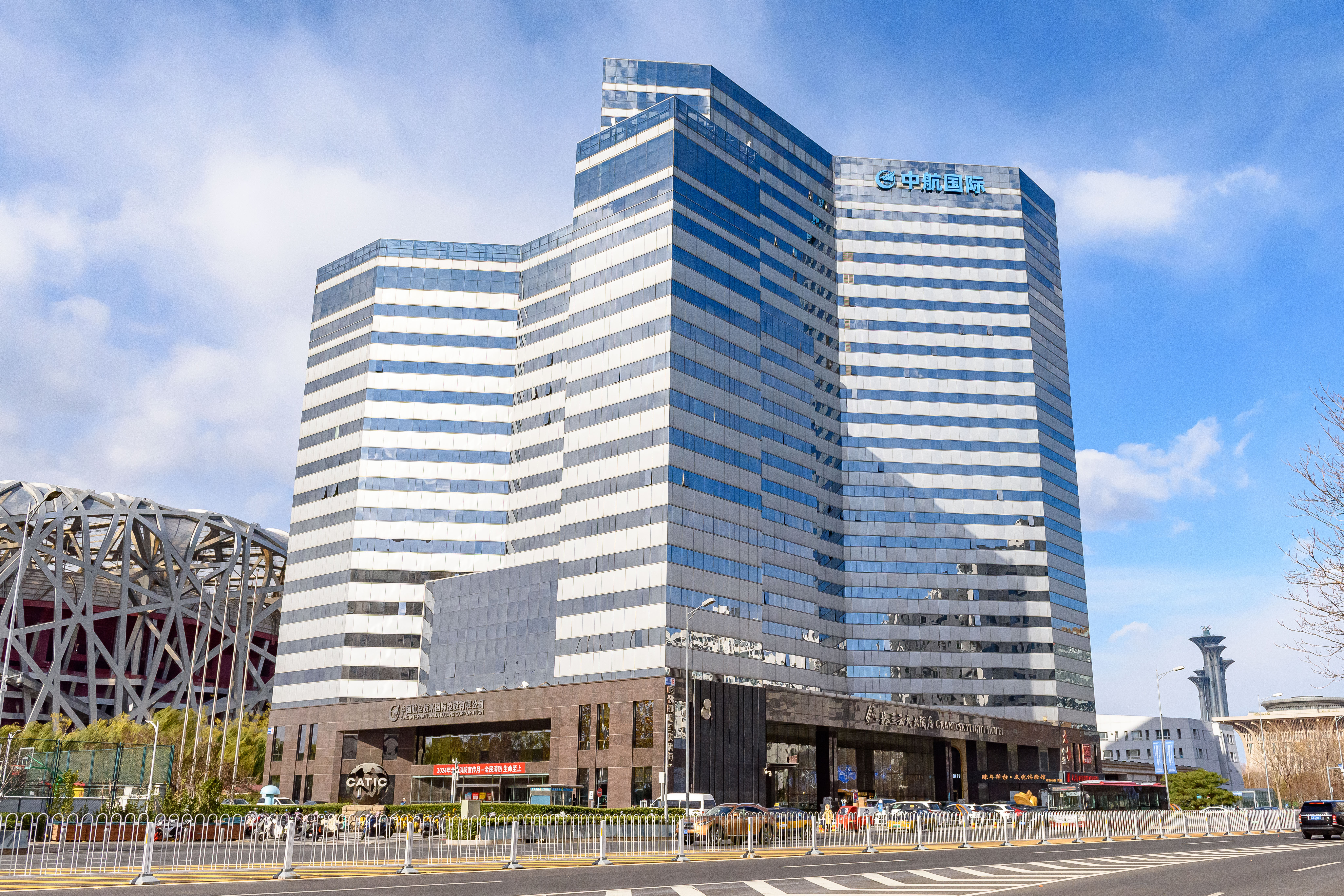
Пекинский офисный комплекс компаний CATIC и AVIC International

CATIC экспортирует истребители, учебно-тренировочные самолёты, бомбардировщики, беспилотные летательные аппараты, вертолёты, транспортные самолёты, бизнес-джеты, бортовое и наземное авиационное оборудование, запасные части авиатехники, авиационное вооружение и боеприпасы; проводит техническое обслуживание, модернизацию и ремонт китайской авиатехники; обучает пилотов и технических сотрудников; проводит зарубежные выставки и семинары; строит и реконструирует промышленные предприятия, аэропорты, авиабазы, дороги и мосты.
Кроме того, CATIC принимала участие в разработке учебного самолёта Hongdu JL-8 (K-8), истребителя Chengdu FC-1 Xiaolong (JF-17), вертолёта EC-120 и беспилотников серии Wing Loong. Дочерние структуры группы CATIC имеют интересы в сфере международной и внутренней торговли, финансов, инвестиций, лизинга, логистики, электронной коммерции, строительства, недвижимости и гостиничного бизнеса, занимаются тендерами и закупками оборудования. CATIC является совладельцем компаний Shennan Circuits (печатные платы и другая электроника), Tianma Microelectronics (дисплеи), Shenzhen Feida Watch (часы под брендом FIYTA), Jiangnan Securities (финансовые услуги), а также крупной сети торговых центров и универмагов Tianhong.

### Продукция

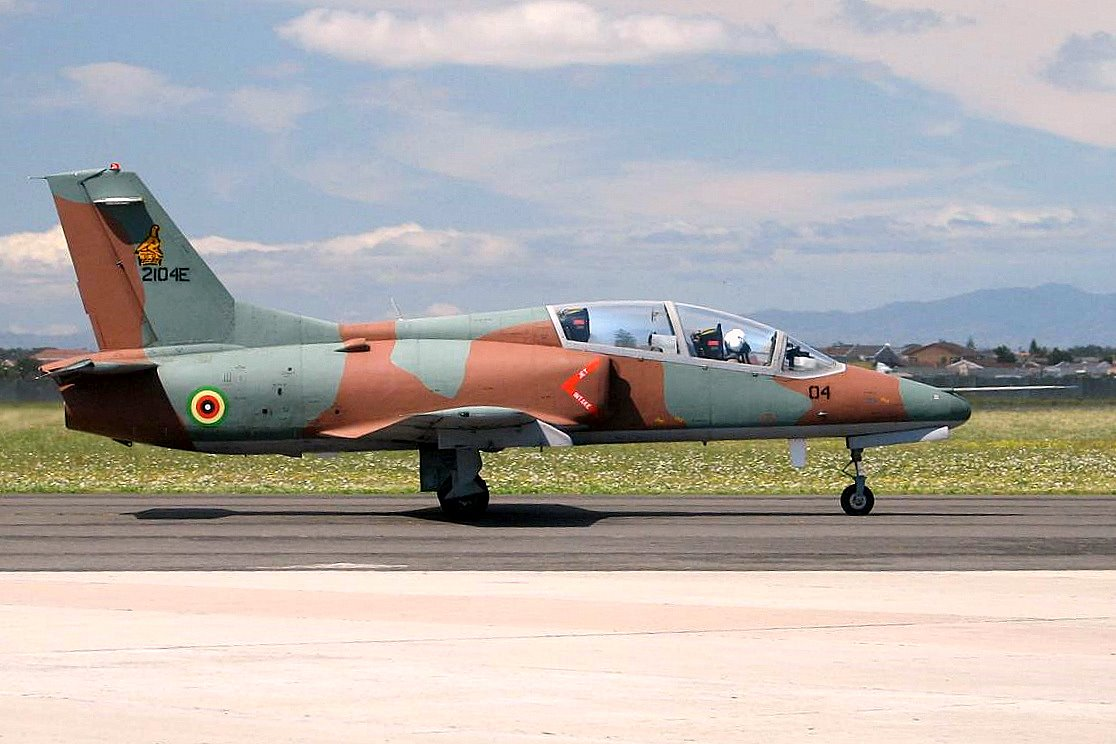
K-8 Зимбабвийских ВВС

- Истребители JF-17, JH-7E и J-10CE;
- Учебные самолёты L-15A, FTC-2000G, K-8W, LE-500 и PT-6;
- Самолёты общего назначения Y-8F, Y-9E, Y-12E, Y-12F, MA-60 и MA-600;
- Вертолёты Z-9, Z-10, Z-11E, Z-19E, AC-311, AC-312, AC-313 и AC-352;
- БПЛА WL-1, WL-2, WL-10A, AR-165 и AR-500A;
- Антидроновая система Horizon;
- Бортовое оружие, в том числе ракеты PL-5DE, PL-10E, SD-10A, PL-15, TY-90, TL-2, AG-300, YJ-9E, CM-400 AKG и LS-6;
- Авионика, в том числе радары, системы навигации и связи, дисплеи и оптика;
- Дорожно-строительная техника;
- Морские и речные суда;
- Автомобили, автобусы и мотоциклы;
- Промышленное оборудование, в том числе пищевое;
- Медицинское оборудование;
- Модульные дома;
- Сырьевые товары, в том числе сталь, уголь и стройматериалы[10].

### Зарубежные активы
- Нефтехимический завод в Иране[11].
- Авиаремонтный завод в Пакистане.
- Исследовательский центр в ОАЭ[12].
- Центр поставки запчастей в ОАЭ[13].